# Vivian John Woodward
Pour les articles homonymes, voir Woodward.
Vivian John Woodward (Viv) était un joueur de football anglais, avant-centre, né le 3 juin 1879 à Kennington, et mort le 31 janvier 1954 à Ealing, Londres.

## Biographie
Il connaît douze années de célébrité, entre les clubs de Tottenham Hotspur de 1902 à 1908 (rejoignant la 1re League en 1908), et de Chelsea en 1908-1915. 
Il joue encore en 1920, âgé de 40 ans, en tant que capitaine de l'équipe du comté de l'Essex. Puis il se consacre au cricket, au tennis et au patin à roulettes. 
Il s'honore de 23 sélections nationales professionnelles (29 buts), et de 30 en amateurs (44 buts), entre 1903 et 1914. 
Il possède l'un des plus beaux palmarès mondial d'avant la Première Guerre mondiale.
(NB : Arthur Berry est le seul autre britannique double champion olympique, aux dates indiquées ci-dessous)

## Palmarès
- Champion olympique avec la sélection nationale britannique en 1908 (il marque alors huit buts[réf. nécessaire], le plus grand nombre par un Anglais dans un tournoi) et en 1912 (il est capitaine durant les deux tournois).
- Champion de division II avec la North Essex League en 1899 et en 1900.
- Coupe de l'Essex Juniors en 1900.
- Finaliste de la Coupe d'Angleterre (FA Cup) en 1915.
- Vice-champion d'Angleterre de DII en 1908.

- Joueur de l'année de la First League en 1908
- Inclus dans le Top 100 des joueurs du XXe siècle de la Ligue anglaise de football.